# Anthony Charteau
Anthony Charteau (Nantes, Francia, 4 de junio de 1979) es un ciclista francés que fue profesional entre 2001 y 2013.

## Trayectoria
Debutó como profesional en el año 2001, con el equipo Bonjour. 
Su mayor logro sin duda ha sido la victoria en la clasificación de la montaña conseguido en el Tour de Francia de 2010, tras arrebatárselo al ciclista del QuickStep, Jérôme Pineau.
El 6 de agosto de 2013, anunció que pondría punto final a su trayectoria deportiva al término de la temporada. Culminará trece temporadas como profesional retirándose a los 34 años.

## Palmarés
2005
- 1 etapa de la Volta a Cataluña

2006
- Polynormande

2007
- Tour de Langkawi, más 1 etapa

2010
- Tropicale Amissa Bongo, más 1 etapa
- Clasificación de la montaña del Tour de Francia

2011
- Tropicale Amissa Bongo
- 1 etapa de la Ruta del Sur

2012
- Tropicale Amissa Bongo

2013
- 1 etapa del Tour de Normandía

## Resultados en Grandes Vueltas
| Carrera | Carrera         | 2001 | 2002 | 2003 | 2004  | 2005 | 2006  | 2007  | 2008 | 2009  | 2010 | 2011 | 2012 | 2013 |
| ------- | --------------- | ---- | ---- | ---- | ----- | ---- | ----- | ----- | ---- | ----- | ---- | ---- | ---- | ---- |
|         | Giro de Italia  | —    | —    | —    | —     | —    | —     | —     | —    | 104.º | Ab.  | —    | —    | —    |
|         | Tour de Francia | —    | —    | —    | 103.º | —    | 112.º | 136.º | —    | —     | 44.º | 52.º | —    | —    |
|         | Vuelta a España | —    | —    | —    | —     | 75.º | Ab.   | —     | —    | —     | —    | —    | —    | —    |

—: no participa

Ab.: abandono

## Equipos
- Bonjour/Brioges La Boulangere/Bbox Bouygues Telecom (2001-2005)
  - Bonjour (2001-2002)
  - Brioges La Boulangere (2003-2004)
  - Bbox Bouygues Telecom (2005)
- Crédit Agricole (2006-2007)
- Caisse d'Epargne (2008-2009)
- Bbox Bouygues Telecom/Europcar (2010-2013)
  - Bbox Bouygues Telecom (2010)
  - Team Europcar (2011-2013)